# Шахтарин, Борис Ильич
Борис Ильич Шахтарин — советский и российский учёный в области анализа и синтеза помехоустойчивых радиотехнических систем, лауреат Государственной премии СССР.

## Биография
Родился 21 июня 1933 года в г. Струги Красные Ленинградской области. Блокадник.
С 1952 до 1972 года состоял на военной службе. В 1958 г. окончил радиотехнический факультет Ленинградской военно-воздушной инженерной Академии им. А. Ф. Можайского, и в 1968 г. — математико-механический факультет Ленинградского государственного университета.
С 1958 года служил в авиационном истребительном полку инженером по радио- и радиотехническому оборудованию, а затем старшим инженером научно-исследовательского отдела учебно-краснознаменного центра истребительной авиации ПВО. Принимал участие в войсковых испытаниях истребителя-перехватчика Сухого и в разработке курса боевой подготовки на нём.
В 1964 г. окончил адъюнктуру кафедры радиолокации Академии им. А. Ф. Можайского и защитил кандидатскую диссертацию, после чего работал старшим научным сотрудником и научным консультантом в НИИ ГРУ ГШ ВС СССР.
После увольнения из рядов Вооружённых Сил в звании подполковника в 1972—1975 гг. преподавал в Институте повышения квалификации руководящих работников и специалистов МРП СССР.
С 1975 г. работал в МВТУ (МГТУ) им. Н. Э. Баумана на кафедре «Автономные информационные и управляющие системы», читал курс «Статистическая радиотехника».
В 1977 г. защитил докторскую диссертацию, в 1980 г. присвоено звание профессора.

## Научные интересы и достижения
Основная сфера научных интересов — анализ и синтез помехоустойчивых радиотехнических систем.
Научные достижения:
- разработал квазигармонический метод анализа нелинейных систем синхронизации высокого порядка,
- в 1961 г. вместе с К. Б. Челышевым теоретически и экспериментально исследовал срывы синхронизации в фазовой автоподстройке,
- впервые получил разложение плотности распределения фазовой ошибки в виде ряда Фурье при наличии частотного рассогласования,
- представил квадрат модуля модифицированной функции Бесселя чисто мнимого порядка в виде быстро сходящегося ряда.
- при кусочно-линейной аппроксимации характеристик фазового дискриминатора получил новые результаты по динамике непрерывных и дискретных систем синхронизации.

## Участие в подготовке научных кадров
Под его руководством защищено 43 кандидатских и 7 докторских диссертаций. 
Автор более 250 печатных работ, из них 14 монографий и более 40 учебных пособий.

## Награды и премии
- Государственная премия СССР 1986 года — за цикл работ «Теория фазовой синхронизации в радиотехнике и связи» (1964—1983).
- Заслуженный деятель науки и техники РФ (1994).
- Почётный работник высшего профессионального образования РФ,
- Почётный радист.

## Из библиографии
Сочинения:
- Квазигармонический метод и его применение к анализу нелинейных фазовых систем / Б. И. Шахтарин. — Москва : Энергоатомиздат, 1987. — 189 с.
- Анализ кусочно-линейных систем с фазовым регулированием / Б. И. Шахтарин. — Москва : Машиностроение, 1991. — 191 с.; ISBN 5-217-00984-5
- Анализ систем синхронизации при наличии помех / Б. И. Шахтарин. — Москва : Журн. «Радиотехника», 1996. — 251 с.; ISBN 5-88070-001-1.
- Статистическая динамика систем синхронизации / Б. И. Шахтарин. — Москва : Радио и связь, 1998. — 487 с.; ISBN 5-256-01369-6 : 500 экз.
- Анализ систем синхронизации методом усреднения / Б. И. Шахтарин. — Москва : Радио и связь, 1999. — 495 с.; ISBN 5-256-01369-6
- Анализ нелинейных систем методом усреднения : [Учеб. пос.] / Б. И. Шахтарин; Моск. гос. техн. ун-т им. Н. Э. Баумана. — М. : Изд-во МГТУ, 1994. Ч. 2: Кусочно-линейные системы. Ч. 2. — Москва : Изд-во МГТУ, 1994. — 85 с.; ISBN 5-7038-1184-8 : Ч. 3: Стохастические системы. Ч. 3 : [По курсу «Стат. радиотехника»]. — Москва : Изд-во МГТУ, 1994. — 97 с.; ISBN 5-7038-1228-3
- Статистическая динамика нелинейных систем радиоавтоматики : [Учеб. пос.] / Б. И. Шахтарин, Б. Я. Курочка; Моск. гос. техн. ун-т им. Н. Э. Баумана. — М. : Изд-во МГТУ, 1992. Ч. 1: Анализ непрерывных и дискретных систем первого порядка. Ч. 1. — Москва : Изд-во МГТУ, 1992. — 227с.; ISBN 5-7038-0849-9.
- Случайные процессы в радиотехнике : Учеб. пос. для студ. вузов радиотехн. и прибор. спец. / Б. И. Шахтарин. — Москва : Радио и связь, 2002.; ISBN 5-256-01649-0
- Фильтры Винера и Калмана : учеб. пос. для студ. ВУЗов радиотехнических и приборных спец. / Б. И. Шахтарин. — 2-е изд., испр. — Москва : Горячая линия — Телеком, 2016. — 396 с.; ISBN 978-5-9912-0452-1 : 500 экз.
- Случайные процессы в радиотехнике : Цикл лекций : Учеб. пос. для студ. вузов радиотехн. и прибор. спец. / Б. И. Шахтарин. — Москва : Радио и связь, 2000. — 583 с.; ISBN 5-256-01571-0
- Анализ систем синхронизации при наличии помех / Б. И. Шахтарин. — Москва : Горячая линия — Телеком, 2016. — 360 с.; ISBN 978-5-9912-0610-5 : 1000 экз.
- Обнаружение сигналов : учеб. пособие для студентов вузов / Б. И. Шахтарин. — Изд. 2-е изд., испр. и доп. — Москва : Гелиос АРВ, 2006 (Калуга : Облиздат). — 526 с.; ISBN 5-85438-157-5
- Нелинейная оптимальная фильтрация в примерах и задачах : учеб. пос. для студ. ВУЗов радиотехнических и приборных спец. / Б. И. Шахтарин. — Москва : Гелиос АРВ, 2008. — 342 с.; ISBN 978-5-85438-175-8
- Методы спектрального оценивания случайных процессов : учеб. пос. для студ. ВУЗов ... по спец. в обл. радиотехники, управляющих и информационных систем / Б. И. Шахтарин, В. А. Ковригин. — Москва : Гелиос АРВ, 2005. — 247 с.; ISBN 5-85438-136-2
- Оптимальная фильтрация и прогнозирование случайных процессов : [Учеб. пос. по курсу «Стат. радиотехника»] / Б. И. Шахтарин; — Москва : Изд-во МГТУ, 1991. — 209 с.; ISBN 5-7038-0526
- Воздействие помех на системы синхронизации : [монография] / Б. И. Шахтарин, Ю. А. Сидоркина, В. В. Сизых. — Москва : Горячая линия — Телеком, 2016. — 267 с.; ISBN 978-5-9912-0533-7 : 500 экз.